# Ефремов, Лаврентий Александрович
Лаврентий Александрович Ефремов вариант имени и отчества Лавр Александрович (1878—1921) — крестьянин, депутат Государственной думы II созыва от Вятской губернии.

## Биография

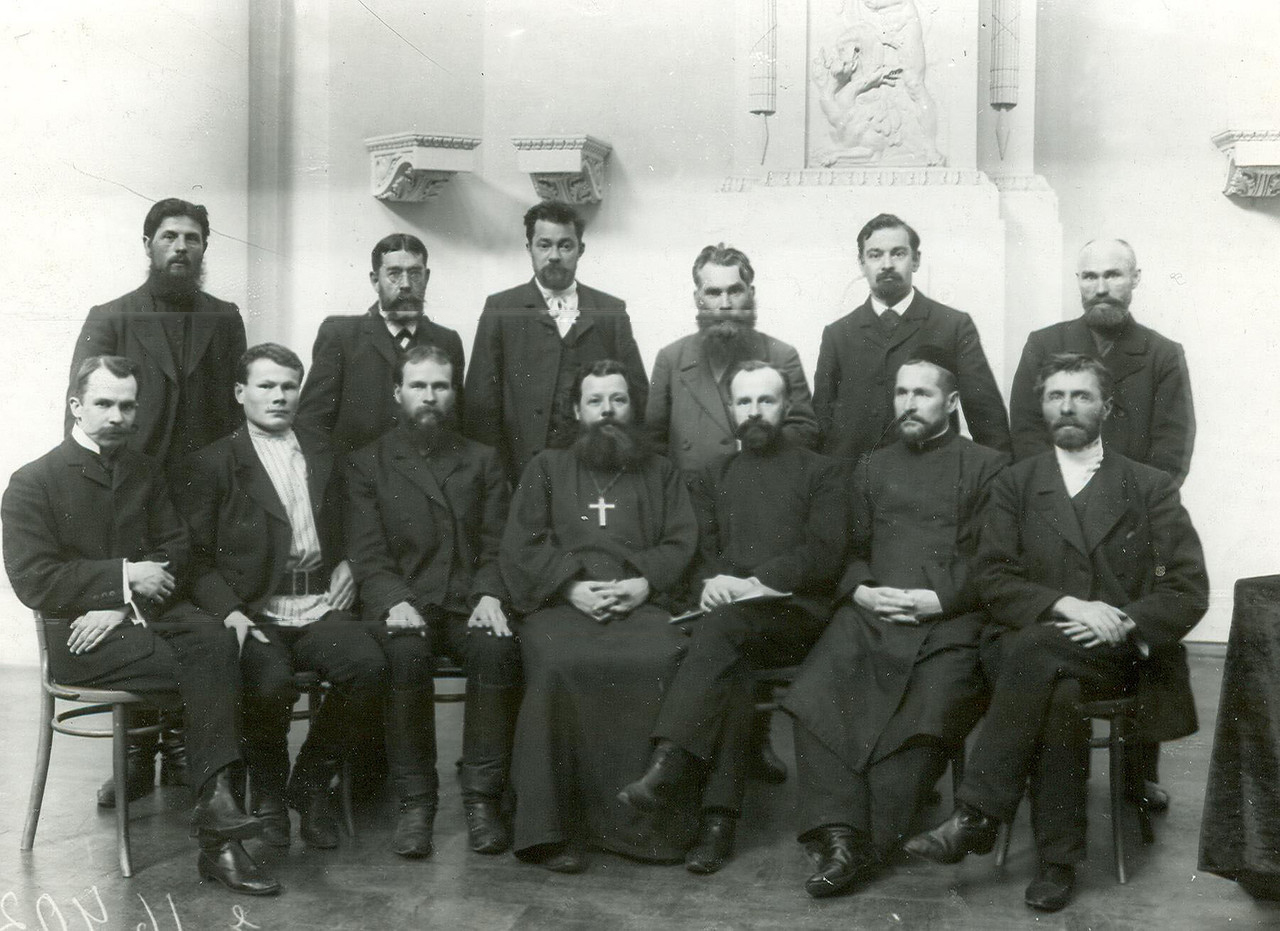
Депутаты II Государственной Думы от Вятской губернии.
Стоят: И. А. Наумов, А. В. Бодров, М. Г. Зайцев, В. А. Вахрушев, Н. В. Алашеев, В. И. Шешин; Сидят: С. Н. Салтыков, Л. А. Ефремов, Я. С. Шабалин, Ф. В. Тихвинский, Д. И. Деларов, Х. А. Масагутов, И. Л. Финеев

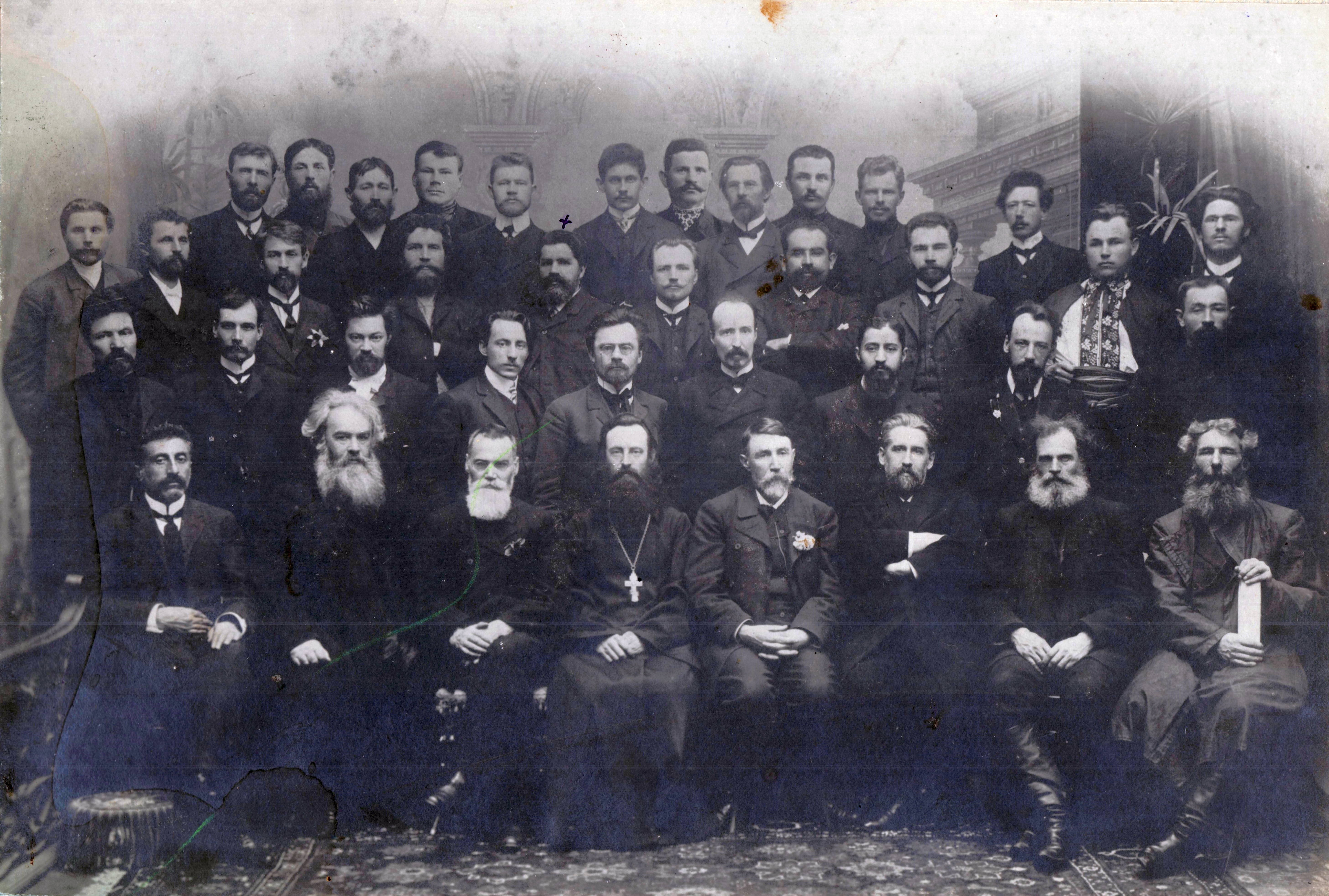
Л. А. Ефремов (четвёртый слева в 4-м ряду) в парламентской группе эсеров во II Государственной Думе (1907)

Крестьянин деревни Черканер Малощегловской волости Яранского уезда Вятской губернии. Образование получил в приходской школе. Остался без отца 8-лет отроду, из-за этого не мог продолжать обучение, испытывал нужду, с детства жил тяжёлым крестьянским трудом. Занимался самообразованием. Во время революции 1905—1907 годов агитировал среди крестьян и устраивал тайные собрания. Был выборщиком на выборах в Государственную думу I созыва. Хлебопашец. В думских документах указывалось, что на момент выборов в Думу оставался беспартийным.
14 февраля 1907 года был избран в Государственную думу II созыва от съезда уполномоченных от волостей Вятской губернии. Вошёл в состав думской группы Социалистов-революционеров. Был членом комиссии по исполнению государственной росписи доходов и расходов и комиссии по приисканию временно для заседаний Государственной Думы помещения. Участвовал в прениях по вопросу о помощи безработным и о продовольственной помощи.
После роспуска 2-й Думы успел несколько месяцев проработать среди крестьян Вятской губернии, выступая с отчётами о деятельности Думы на тайных собраниях, но по распоряжению губернатора С. Д. Горчакова был выслан из пределов губернии на всё время усиленной охраны. Находился под тайным полицейским надзором, был постоянно гоним властями с места на место. Три года, живя зимой в землянках с дровосеками, а летом — на плотах с бурлаками, вёл среди них пропаганду. В конце концов устроился на работу на один из заводов в Казани. Уйдя с завода, решил готовиться к экзамену на звание учителя начальных училищ. В 1916 году сдал экзамен на народного учителя при Казанском учебном округе.
После Февральской революции 1917 года был членом Казанского Совета Рабочих и Солдатских Депутатов. Делегат Государственного Совещания в Москве, куда был направлен Казанским Губернским Земским Собранием. На собраниях войск Казанского гарнизона пропагандировал программу партии социалистов-революционеров. Участвовал в первом губернском крестьянском съезде и многих уездных собраниях в Казанской губернии. Печатался в некоторых казанских газетах.
В конце 1917 года избран во Всероссийское учредительное собрание в Вятском избирательном округе по списку № 3 (Партия социалистов-революционеров и Совет крестьянских депутатов). Участвовал в единственном заседания Учредительного Собрания 5 января. На этом заседании после выступления Раскольникова о том, что большевики покидают заседание «с тем, чтобы передать Советской власти окончательное решение вопроса об отношении к контрреволюционной части Учредительного собрания», Ефремов умолял большевиков и левых эсеров «не бросать Учредительное собрание» до тех пор, пока чаяния народные не будут реализованы. «Кто, кроме Учредительного собрания, сможет осуществить наши мечты, кто сможет положить конец гражданской войне?» — кричал он.
9 января был арестован большевицкими властями, но освобождён по требованию левых эсеров. В 1918 году был членом в Комуча.
Вскоре оставляет всякую политическую деятельность и возвращается в родную деревню Черканер, возобновляет прежнюю крестьянскую жизнь и работу. Но в августе 1921 года он скоропостижно умирает от заражения крови, поранив руку. Похоронен на кладбище села Салобеляк (ныне на территории Яранского района Кировской области).

## Сочинения
- Ефремов Л. Крестьяне и интеллигенция // Вятская речь. 1917, 10 июня.

### Рекомендуемые источники
- Наши избранники. Ефремов, Лавр Александрович. // газета «Народное Дело» (Вятка) — № 2 — 22.10.1917
- Владимир Ситников. Энциклопедия земли Вятской: ЭЗВ : откуда мы родом? С. 145.

### Архивы
- Российский государственный исторический архив. Фонд 1278. Опись 1 (2-й созыв). Дело 151; Дело 601. Лист 2.